# 27 de maig
El 27 de maig és el cent quaranta-setè dia de l'any del calendari gregorià i el cent quaranta-vuitè en els anys de traspàs. Queden 218 dies per a finalitzar l'any.

## Esdeveniments
Països Catalans
- 1839 - Ripoll (Ripollès): el comte d'Espanya aconsegueix assaltar la ciutat durant el setge de Ripoll; després la va cremar i destruir.
- 1952 - Barcelona: s'inaugura el XXXV Congrés Eucarístic, fet que donaria lloc al nou barri del Congrés.[1]
- 1963 - Barcelona: es publica el nº 628 d'El DDT on es produeix la primera aparició del botones Sacarino.
- 1976 - Barcelona: s'hi celebren les Primeres Jornades Catalanes de la Dona, al Paranimf de la Universitat de Barcelona.[2]
- 1981 - Barcelona: s'inaugura la primera edició del Saló Internacional del Còmic de Barcelona.
- 2000 - València: a l'estadi de Mestalla, l'Espanyol derrota l'Atlètic de Madrid i guanya la Copa del Rei de futbol.
- 2007 - Catalunya: se celebren eleccions municipals, així com eleccions autonòmiques al País Valencià i a les Illes Balears.
- 2012: el primer equip femení de futbol del FC Barcelona guanya la seva primera Lliga.

Resta del món
- 1657 - Regne Unit de la Gran Bretanya: Oliver Cromwell refusa l'oferta del Parlament d'esdevenir el nou monarca anglès i dona peu a l'inici de la República.
- 1703 -Sant Petersburg, Imperi rus: el tsar Pere el Gran funda la ciutat.
- 1817 - L'inventor alemany Karl Drais condueix per primera vegada la seva draisina, la forma de bicicleta més antiga a Mannheim.
- 1917 - Ciutat del Vaticà: Benet XV promulga el Codi de dret canònic.
- 1933 - Estats Units: s'estrena Three Little Pigs, curtmetratge d'animació produït per Walt Disney, basat en el conte de fades del mateix nom.[3]
- 1937 - San Francisco, Califòrnia (EUA): s'obre al trànsit de vianants el Pont Golden Gate.[4]
- 1941 - Oceà Atlàntic, Segona Guerra Mundial: el cuirassat alemany Bismarck és enfonsat per la Royal Navy britànica.
- 1942 - Praga, Segona Guerra Mundial: la resistència txeca atempta contra Reinhard Heydrich, protector de Bohèmia-Moràvia.
- 2009 - Roma: l'equip masculí del F.C. Barcelona, entrenat per Josep Guardiola, aconsegueix la seva tercera Copa d'Europa i completa el seu primer triplet.

## Naixements
Països Catalans
- 1816 - Barcelona: Antoni Rovira i Trias, arquitecte (m. 1889).[5]
- 1851 - Barcelona: Joan Isern, actor de teatre català de l'últim terç del segle xix (m. 1890).[6]
- 1919: 
  - Sabadell: Ramon Bassols i Genís, metge i fundador dels Amics de Núria.
  - Ripollet: Emma Maleras, ballarina i coreògrafa de dansa espanyola, concertista i professora de castanyoles (m. 2017).[7]
  - Barcelona: José de Udaeta, ballarí i coreògraf català de dansa espanyola, especialitzat en castanyoles (m. 2009).[8]
- 1927 - València: Concha Alós, escriptora valenciana en llengua castellana (m. 2011).[9]
- 1934 - Barcelona: Anna Fort Comas, pianista, compositora i professora de piano, cant i solfeig.[10]
- 1935 - Igualada: Teresa Llacuna, pianista catalana, concertista i professora.[11]
- 1971 - Barcelona: Ricard Torquemada, periodista esportiu.
- 1985 - València: Roberto Soldado, davanter valencià.

Resta del món
- 742, Chang'an (Xina): Emperador Dezong de Tang (xinès: 唐德宗),va ser el novè emperador de la Dinastia Tang (m. 805).[12]
- 1519, Florència: Girolamo Mei, historiador, escriptor i musicòleg (m. 1594).[13]
- 1652, Heidelberg, Electorat del Palatinat: Elisabet Carlota del Palatinat, duquessa d'Orleans i princesa de la Casa de Wittelsbach que regnà a Baviera i al Palatinat amb el tractament d'altesa reial (m. 1722).
- 1756, Schwetzingen: Maximilià I Josep de Baviera, primer rei de Baviera (m. 1825).[14]
- 1818, Homer, Nova York (EUA): Amelia Bloomer, periodista i sufragista estatunidenca (m. 1894).[15]
- 1835, Headley, Surreyː Emily Faithfull, impressora i editora de premsa, militant britànica pels drets de les dones.[16]
- 1867:
  - Gant (Bèlgica): Anna de Weert, pintora impressionista, assagista i prosista (m. 1950).[17]
  - Hanley, Staffordshire, (Anglaterra): Arnold Bennett, novel·lista, dramaturg, crític i assagista anglès (m. 1931).[18]
- 1884, Praga, llavors Imperi Austrohongarès: Max Brod, escriptor jueu de parla alemanya, traductor i compositor (m. 1968).[19]
- 1886, Gant, (Bèlgica) - Joseph François Piscador, arquitecte.
- 1894:
  - Maryland: Dashiell Hammett, escriptor nord-americà.[20]
  - Courbevoie, Île-de-France: Louis-Ferdinand Céline, escriptor i metge francès (m. 1961).[21]
- 1897, Todmorden, West Yorkshire, Anglaterra: John Douglas Cockcroft, físic britànic que va dividir un àtom artificialment per primera vegada (Premi Nobel de Física l'any 1951) (m. 1967).[22]
- 1900, Lima (Perú): Magda Portal, poeta, escriptora i política peruana (m. 1989).[23]
- 1907, 
  - Springdale (Pennsilvània), EUA: Rachel Carson, biòloga marina i ecòloga nord-americana (m. 1964).[24]
  - Nova York: Lina Pagliughi, soprano italiana nascuda als Estats Units d'Amèrica (m. 1980).[25]
- 1909, Estocolm: Astrid Sampe, dissenyadora tèxtil sueca (m. 2002).[26]
- 1911:
  - Wallace (Dakota del Sud), EUA: Hubert Humphrey, vicepresident dels Estats Units durant el mandat de Lyndon B. Johnson (m. 1978).[27]
  - Saint Louis (Missouri), EUA: Vincent Price, actor estatunidenc, molt conegut per la seva veu característica i la participació en pel·lícules de terror (m. 1993).
  - 1918, Suehiro, Takasaki (Japó): Yasuhiro Nakasone (en japonès: 中曽根康弘) polític japonès que va arribar a ser primer ministre des del 27 de novembre de 1982 fins al 6 de novembre de 1987 (m. 2019).[27]
- 1912, Quincy, Massachusetts (EUA): John Cheever, escriptor estatunidenc de contes i novel·les, conegut també amb el sobrenom del "Txékhov dels suburbis" (m. 1982).[28]
- 1922, Londres, Anglaterra: Sir Christopher Lee, actor anglès, conegut per la seva versatilitat quant a personatges (m. 2015).
- 1923, 
  - Fürth, Alemanya: Henry Kissinger, polític estatunidenc, Premi Nobel de la Pau de l'any 1973 (m. 2023).[29]
  - Graz, Àustria: Inge Morath, fotògrafa americana (nascuda austríaca) que va treballar a l'Agència Magnum (m. 2002).[30]
- 1930:
  - Tallinn, Estònia: Eino Tamberg, compositor.
  - Cambridge, Maryland (EUA): John Barth, novel·lista i contista estatunidenc conegut per la seva obra d'índole postmoderna i metaficcional.[31]
- 1931, Mansura: Faten Hamama, productora i coneguda actriu egípcia de cinema i televisió (m. 2015).[32]
- 1949, Ciutat de Mèxic: Alma Guillermoprieto, ballarina, professora, periodista i escriptora mexicana, que viu als Estats Units.[33]
- 1951, Madrid: Ana Belén, cantant i actriu espanyola.[34]
- 1957, Londres, Anglaterra: Susan Janet Ballion, coneguda com a Siouxsie Sioux, líder de Siouxsie and the Banshees.
- 1959, Guelph: Donna Strickland, física canadenca guardonada amb el premi Nobel, pionera en el camp dels làsers.[35]
- 1965, Melbourne, Austràlia: Pat Cash, tennista professional australià.
- 1967, Gateshead, Anglaterra: Paul Gascoigne, futbolista anglès.
- 1970, Salisbury, Anglaterra: Joseph Fiennes, actor anglès.
- 1976, Bakú, Azerbaidjan: Khadija Ismayilova, periodista d'investigació, personifica la persecució de les veus crítiques a l'Azerbaidjan.[36]
- 1994, Agen, França: Aymeric Laporte, futbolista francès.

## Necrològiques
Països Catalans
- 1076 - Barcelona?: Ramon Berenguer I, el Vell, comte de Barcelona, Girona i Osona (n. 1035).[37]
- 1930 - Madrid, Espanya: Gabriel Miró i Ferrer, escriptor valencià (50 anys).[38]
- 1986 - Barcelona: Genoveva Puig i Vilà, escriptora, professora de música, cantant i compositora (n. 1900).
- 1996 - Barcelona: Enric Ribó i Sugrañes, director d'orquestra i de cor català (n. 1916).[39]
- 2008 - Girona: Miquel Diumé i Vilà, periodista català.

Resta del món
- 1508, Loches, França: Lluís Maria Sforza, noble italià, mecenes i duc de Milà entre 1494 i 1499 (n. 1452).[40]
- 1564, Ginebra: Joan Calví, teòleg francès reformista (54 anys).[41]
- 1593, Alcalá de Henares (Espanya): Alonso Sanchez (jesuïta), jesuïta espanyol, missioner a Mèxic, Filipines i a la Xina (n. 1545).[42]
- 1840, Niça, França: Niccolò Paganini, violinista, violista, guitarrista i compositor romàntic italià (n. 1782).[43]
- 1910, Baden-Baden, Imperi Alemany: Robert Koch, metge i microbiòleg alemany, Premi Nobel de Medicina o Fisiologia de l'any 1905 (66 anys).[44]
- 1942, Jiangjin (Xina): Chen Duxiu —en xinès simplificat: 陈独秀, en xinès tradicional: 陳獨秀, en pinyin: Chén Dúxiù— un intel·lectual xinès. Va ser el fundador del Partit Comunista Xinès (n. 1879).[45]
- 1950, La Haia: Barbara Elisabeth van Houten, pintora neerlandesa (n.1863).[46]
- 1960, Saragossa: Jenara Vicenta Arnal Yarza, primera doctora en Ciències Químiques d'Espanya (n. 1902).[47]
- 1964, Nova Delhi (Índia): Jawaharlal Nehru, un dels líders principals del moviment d'independència de l'Índia els anys 1930 i 40, primer ministre de l'Índia des de la independència el 15 d'agost de 1947 fins a la seva mort (n. 1889).[27]
- 1978, desapareguda a Buenos Aires: Adriana Inés Acosta, militant política i jugadora d'hoquei sobre herba argentina (n. 1956).[48]
- 1980, Madrid: Pilar Alonso, cançonetista menorquina, cantant de cuplets (n. 1897).[49]
- 1987, Wickenburg, Estat de Nova York, Estats Units d'Amèrica: John Howard Northrop, químic estatunidenc, Premi Nobel de Química de l'any 1946 (n. 1891).[50]
- 2003. Roma, Itàlia: Luciano Berio, compositor italià (n. 1925).[51]
- 2006, Madrid: Carmen Caamaño Díaz, historiadora, política i dirigent del PCE (m. 2006).[52]
- 2021, Milà, Itàlia: Carla Fracci, ballarina i actriu italiana (n. 1936).

## Festes i commemoracions

### Santoral

#### Església Catòlica
- Santa Maria del Fonte
- Sants al Martirologi romà (2011): sants Agustí de Canterbury, bisbe; Frederic de Namur, bisbe; Julià de Silistra, màrtir; Restitut de Roma, màrtir; Eutropi d'Aurenja, bisbe; Bru de Wurzburg, bisbe; Gausbert de Montsalvy, abat; Bàrbara Kim i Bàrbara Yi, màrtirs; Atanasi Bazzekuketta i Gonzaga Gonza, màrtirs d'Uganda.
  - Beats: Josep Tous i Soler, caputxí i fundador de les Caputxines de la Mare del Diví Pastor; Edmund Duke, Richard Hill, John Hogg i Richard Holiday, màrtirs.
- Sants Julià de Jerusalem, màrtir; Secundí de Càpua, màrtir; Liberi d'Ancona, eremita; Jaume de Nocera, monjo.
- Venerats a l'Orde de la Mercè: beats Dionisi de Semur màrtir.

#### Església Copta
- 19 Baixans: partida de Sant Isaac de Scetes, martiri de Sant Isidor d'Antioquia.

#### Església Ortodoxa (segons el calendari julià)
- Se celebren els corresponents al 9 de juny del calendari gregorià.

#### Església Ortodoxa (segons el calendari gregorià)
Corresponen al 14 de maig del calendari julià litúrgic:
- Sants Isidor de Quios, màrtir; Tamara de Geòrgia, reina; Isidor de Rostov, taumaturg i foll per Crist; Màxim, màrtir; Serapió d'Egipte, monjo; Aprúncul de Clarmont, bisbe; Niceti de Novgorod, bisbe i monjo; Marc de Creta, màrtir; Joan de Bulgària, màrtir; Alexandre, Bàrbaras i Acòlit de Constantinoble, màrtirs; Lleonci I de Jerusalem, patriarca; martiri d'Antoni d'Úglitx, abat, i de 40 monjos i 1.000 laics, i de l'abat Daniel de Sant Nicolau, amb 30 monjos i 200 laics (1609); obertura de les relíquies de Sant Ticó de Zadonsk (1846).

#### Església Episcopal dels Estats Units
- Sants Etelbert de Kent i Berta de Kent, reis.

#### Esglésies luteranes
- Joan Calví, renovador de l'Església.